# L'Espoir de vivre
Pour plus de détails, voir Fiche technique et Distribution.
L'Espoir de vivre (titre original : Forever Yours) est un film américain en noir et blanc réalisé par William Nigh, sorti en 1945.
Bien que le studio Monogram Pictures soit spécialisé dans les films à petit budget, ce film-ci figure parmi l'une de ses plus prestigieuses productions de l'année 1946.

## Synopsis
Durant la Seconde Guerre mondiale, une jeune fille riche fait de son mieux pour aider les soldats via diverses initiatives caritatives, jusqu'à ce qu'une crise de polio compromette l'usage de ses jambes. Malgré le soutien de différents médecins, la situation semble irrémédiable. Elle perd l'envie de vivre jusqu'à ce qu'un jeune médecin militaire tout juste revenu du front s'intéresse à son cas. En effet, le jeune homme suit diverses thérapies pour la rééducation des soldats revenant du front, et les bons résultats le poussent à essayer les mêmes traitements sur les patients atteints de polio. Il parvient à soigner et à guérir la jeune infirmière. L'amour s'épanouit également entre eux.

## Fiche technique
- Titre original : Forever Yours
- Titre français : L'Espoir de vivre
- Réalisation : William Nigh
- Scénario : William Nigh, Neil Rau, George Wallace Sayre
- Musique : Dimitri Tiomkin
- Photographie : Harry Neumann
- Montage : Richard C. Currier, Ray Curtiss
- Producteur : Jeffrey Bernerd
- Société de production et de distribution : Monogram Pictures
- Pays de production :  États-Unis
- Langue d'origine : anglais américain
- Format : noir et blanc — pellicule : 35 mm — image : 1,37:1 — son : mono
- Genre : drame psychologique
- Durée : 83 minutes
- Dates de sortie : 
  - États-Unis : 26 juin 1945
  - France : 19 avril 1947

## Distribution
- Gale Storm : Joan Randall
- Charles Aubrey Smith : grand-père
- Johnny Mack Brown : major Tex O'Connor
- Conrad Nagel : docteur Randall
- Mary Boland : Aunt Mary
- Frank Craven : l'oncle Charles
- Johnny Downs : Ricky
- Catherine McLeod : Martha
- Selmer Jackson : Williams
- Matt Willis : Alabam
- Leo Diamond (en) : Leo Diamond
- The Harmonaires : The Harmonaires (chanteurs)